# Нимфодор Абдерский
Нимфодор (др.-греч. Νυμφόδωρος, V век до н. э.) — зять и приближённый одрисского царя Ситалка, исполнявший его различные дипломатические поручения.

## Биография
Нимфодор, сын Пифея, был родом из фракийского города Абдеры, входившего в Первый Афинский морской союз. Его сестра стала женой Ситалка. По предположению Т. В. Блаватской, это произошло в 440—430-х годах до н. э. По словам Фукидида, Нимфодор пользовался большим влиянием у одрисского царя. По мнению исследователя М. Ф. Высокого, Нимфодор был парадинастом и управлял Бисантой, колонией Самоса на Геллеспонте.
Афиняне, ранее считавшие Нимфодора врагом, сделали абдерита своим проксеном и с его помощью в 431 году до н. э. заключили союз с одрисским царём — в расчёте с военной поддержкой Ситалка захватить фракийское побережье и одолеть македонского царя Пердикку II. Благодаря Нимфодору сын Ситалка Садок как «потомок древних афинских царей» получил афинское гражданство. Затем при содействии Нимфодора афиняне и Пердикка заключили между собой мир. Пердикке был возвращён город Ферма, ранее, в 432 году до н. э., захваченный объединённым афинским и элимейским войском в ходе Потидейской кампании. Македонский же царь присоединился к афинянам в их компании против отпавших городов на Халкидике. В 430 году до н. э. Нимфодор, по свидетельству Геродота, помог схватить в Бисанте Николая, сына Булиса, и Анериста, сына Сперфия. Эти спартанские послы, направлявшиеся к персидскому царю Артаксерксу I с просьбой о предоставлении военной и финансовой помощи против афинян, были доставлены в Аттику и казнены.